# Jan Czuwara
Jan Czuwara (Dzierżoniów, 18 de octubre de 1995) es un jugador de balonmano polaco que juega de extremo izquierdo en el Zagłębie Lubin. Es internacional con la selección de balonmano de Polonia.
Su primer gran campeonato con la selección fue el Campeonato Europeo de Balonmano Masculino de 2020.

## Palmarés

### RK Vardar
- Liga de Macedonia del Norte de balonmano (1): 2022
- Copa de Macedonia del Norte de balonmano (1): 2022

## Clubes
| Club              | País                | Año         |
| ----------------- | ------------------- | ----------- |
| Miedź Legnica     | Polonia             | 2011 - 2014 |
| Zagłębie Lubin    | Polonia             | 2014 - 2018 |
| NMC Górnik Zabrze | Polonia             | 2018 - 2021 |
| RK Vardar         | Macedonia del Norte | 2021 - 2023 |
| Zagłębie Lubin    | Polonia             | 2024 - Act. |